# 利涅龙河
利涅龙河（法語：Ligneron，法語發音：[liɲʁɔ̃]）是法国卢瓦尔河地区大区旺代省的河流，是维河的右支流，长29.5千米。